# Авария Ан-26 в Минске
Авария Ан-26 в аэропорту Минск-1 — авиационное происшествие в аэропорту Минск-1, которое произошло 12 апреля 1983 года при заходе самолёта Ан-26 CCCP-26686 рейса «Рига—Минск» на посадку. В результате ошибок членов экипажа воздушное судно получило повреждения при посадке, но при аварии никто не погиб и не был ранен.

## Авария
При заходе на посадку в аэропорту Минск экипажем были нарушены границы выпуска механизации крыла и превышена скорость полёта на предпосадочной прямой. При нахождении воздушного судна в районе ДПРМ за пределами допустимых отклонений (выше глиссады на 43 м) командир экипажа не принял решения об уходе на второй круг, а диспетчер службы движения разрешил посадку. Для гашения скорости экипаж, нарушая требования инструкций, установил над БПРМ рычаги управления двигателями в положение полётного малого газа. Однако приземление самолёта произошло на повышенной скорости 250 км/ч, с углом тангажа, близким к 0 градусов. Самолёт отделился от ВПП, но командир экипажа не принял меры по исправлению ошибки и не предотвратил последующих повторных отделений самолёта. Он допустил ошибочные действия штурвалом и только после третьего касания к ВПП установил режим земного малого газа двигателей.
В результате возникла перегрузка (5,1 единиц) и воздушное судно получило серьёзные деформации.

## Причины аварии
В результате нарушения правил загрузки самолёта экипажем и службой грузовых перевозок аэропорта Рига центровка его превысила допустимые значения, что усложнило управление самолётом. Взлётная масса самолёта не выходила за установленные пределы, центровка превышала пределы предельно задней и составила 33,2% САХ.
КВС предполётную подготовку организовал неудовлетворительно, правильность расчёта центровки вторым пилотом не проверил. Бортоператор, управлявший загрузкой, в нарушение должностной инструкции по загрузке самолета Ан-26 дал согласие на ее размещение без графика расчёта центровки. Второй пилот не обеспечил размещение грузов в соответствии с инструкциями и центровкой, рассчитанной им на основании информации бортоператоров.
Служба организации грузовых перевозок аэропорта Рига в коммерческом обслуживании самолета надлежащего уровня не принимала. Центровка самолета в соответствии с загрузкой самолета не рассчитывалась. Диспетчер по загрузке не контролировал размещение грузов на воздушном судне.
После этого происшествия Ан-26 № CCCP-26686 списали и оставили на территории минского аэропорта.